# متلازمة كروم
متلازمة كروم هي حالةٌ نادرةٌ تنطوي على أعراضٍ مختلفة تشمل الصرع والإعاقة الذهنيَّة ومشاكل في العين والكلى. عادةً ما تحدث الوفاة خلال 4 إلى 8 أشهر.

## التاريخ
درسَ أحد الأطباء في عام 1963 حالة لرضيعتين ظهرت عليهما أعراض الإعاقة الذهنية والساد الخلقي ونوبات الصرع وصِغر القامة. توفيت الرضيعتين وعمرهما 4 و8 أشهر. كشف تشريح الجثة عن نخر أنبوبي كلوي واعتلال دماغي.